# Kurzschleppen-Nachtschwalbe
Die Kurzschleppen-Nachtschwalbe (Caprimulgus clarus) ist eine Vogelart aus der Familie der Nachtschwalben (Caprimulgidae).
Sie kommt in Äthiopien, der Demokratischen Republik Kongo, in Dschibuti, Kenia, Somalia, im Südsudan, in Tansania und Uganda vor.
Ihr Verbreitungsgebiet umfasst hauptsächlich trockenes Busch- oder Dornbuschland, Akazien-bestandene Flächen, wenig bewaldetes Grasland und vernachlässigte Landwirtschaftsflächen, oft in Wassernähe bis 2000 m.

## Beschreibung
Die Kurzschleppen-Nachtschwalbe ist 28 cm groß, das Männchen wiegt zwischen 36 und 49 g, das Weibchen zwischen 34 und 53 g. Es gibt Variationen von dunkelbrauner, schwarzer oder gelbbrauner Färbung.
Sie ähnelt der Gartennachtschwalbe mit weißen Flecken auf den Handschwingen, weißer Flügelbinde über den kleinen Armdecken, schmalem weißen Rand auf den äußeren Steuerfedern und weißen Spitzen auf den Armschwingen. Bei beiden Geschlechtern finden sich leicht verlängerte mittlere Schwanzfedern.

## Stimme
Der Ruf des Männchens wird als eine Reihe von schnellen wa, wa, wa, wa oder als langsameres, gleichmäßiges Schnurren kwoikwoikkoi beschrieben, auch als schnelles kwip, kwip im Fluge.

## Lebensweise
Die Nahrung besteht aus Nachtfaltern, Fliegen, Käfern, Ameisen und Heuschrecken.
Die Brutzeit liegt zwischen Februar und Mai.

## Gefährdungssituation
Die Kurzschleppen-Nachtschwalbe gilt als „nicht gefährdet“ (least concern).